# Яблоницы
 Я́блоницы (фин. Jablonitz) — упразднённая деревня на территории Курского сельского поселения Волосовского района Ленинградской области, историческая часть деревни Курск.

## История
Впервые упоминается в Писцовой книге Водской пятины 1500 года как село Яблоничи в Ястребинском Никольском погосте Копорского уезда.
На карте Ингерманландии А. И. Бергенгейма, составленной по шведским материалам 1676 года, оно обозначено как село Jablonits.
На шведской «Генеральной карте провинции Ингерманландии» 1704 года — как деревня Jablovits.
Как деревня Ябловицы (смежная с деревней Бруковицы) она обозначена на «Географическом чертеже Ижорской земли» Адриана Шонбека 1705 года.
В 1760 году в деревне на средства помещика А. У. Саблукова была построена деревянная церковь.
На карте Санкт-Петербургской губернии Я. Ф. Шмидта 1770 года упоминается как деревня Яблоницы при мызе Яблоницкой.
На карте Санкт-Петербургской губернии Ф. Ф. Шуберта 1834 года — как деревня Яблоницы смежная с деревнями Брюховицы и Курско. К югу от деревни обозначена мыза Яблоницкая помещика Сахарова.

ЯБЛОНИЦЫ — мыза принадлежит действительному статскому советнику Веймарну, число жителей по ревизии: 5 м. п., 8 ж. п.

ЯБЛОНИЦЫ — село принадлежит действительному статскому советнику Веймарну, число жителей по ревизии: 230 м. п., 233 ж. п.;

В оном:

а) Церковь деревянная во имя Святого Михаила Архангела.

б) Торговое заведение. (1838 год)

В 1843 году деревянная церковь была разрушена за ветхостью, а вместо неё в том же году на средства помещика Веймарна была построена каменная церковь во имя обновления храма Воскресения Христова с приделом свв. Петра и Павла.
Согласно карте Ф. Ф. Шуберта в 1844 году село Яблоницы насчитывало 85 крестьянских дворов.
На этнографической карте Санкт-Петербургской губернии П. И. Кёппена 1849 года обозначена смежная деревня «Bryhkowitz», расположенная в ареале расселения савакотов. В пояснительном тексте к этнографической карте она записана как деревня Bryhkowitz (Брюховицы) и указано количество её жителей на 1848 год: савакотов — 35 м. п., 46 ж. п., всего 81 человек. В селении Jablonitz (Село Яблоницы): савакотов — 5 м. п., 6 ж. п., всего 11 человек, а также указано, что «здесь находится русская церковь».

ЯБЛОНИЦЫ — село тайного советника сенатора Веймарна, 10 вёрст по почтовой, а остальное по просёлочной дороге, число дворов — 68, число душ — 195 м. п. (1856 год)

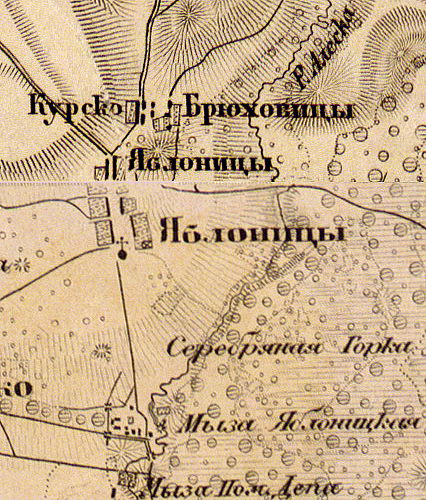
Село Яблоницы на карте 1963 года

ЯБЛОНИЦЫ — мыза владельческая при реке Алеске, число дворов — 3, число жителей: 35 м. п., 9 ж. п.;

ЯБЛОНИЦЫ — село владельческое при колодце, число дворов — 79, число жителей: 297 м. п., 294 ж. п.;

Церковь православная. Часовня. Волостное правление. (1862 год)

Согласно данным 1867 года в деревне находилось волостное правление Яблоницкой волости, волостным старшиной был временнообязанный крестьянин села Яблоницы Т. Г. Григорьев.
В состав Яблоницкой волости входило село Яблоницы и деревни: «Брюховицы, Волпи, Коложицы, Крякова, Морозова, Неревицы, Новые Сырковицы, Остроговицы, Рагулова, Смолеговицы, Сумск, Старые Сырковицы, Сырковицы, Худачова».
В 1868 году в деревне открылась земская школа. Учителем в ней работал В. Карпов.
Сборник Центрального статистического комитета описывал деревню так:

ЯБЛОНИЦЫ — село бывшее владельческое, дворов — 71, жителей — 320;
 Волостное правление, церковь православная, лавка, постоялый двор, ярмарка 13 и 14 сентября. (1885 год)

Согласно материалам по статистике народного хозяйства Ямбургского уезда 1887 года мыза Яблоницы площадью 2670 десятин принадлежала дворянке С. Ф. Веймарн, мыза была приобретена до 1868 года. В мызе была винная лавка и винокуренный завод. Кроме того, охота, водяная мельница и кузница, сдавались в аренду.
По данным Первой переписи населения Российской империи 1897 года, в Сырковицком сельском обществе числилась мыза:
- Яблоницы — с пустошами и отрезной землёй пустоши Вяз Редкинской волости, тайного советника Александра Фёдоровича Веймарн. При ней винокуренный завод господина Веймарн.

В Яблоницком сельском обществе — деревня:
- Яблоницы — 79 дворов, 169 душ и без надела 15 душ. При ней: православная каменная церковь Обновления Храма Господня. Волостное правление. Две мелочные лавки[20].

В 1900 году, согласно «Памятной книжке Санкт-Петербургской губернии», мыза Яблоницы площадью 2640 десятин принадлежала жене потомственного почётного гражданина Софии Фёдоровне Баннер-Фогт.
В конце XIX — начале XX века деревня административно относилась к Яблоницкой волости 1-го стана Ямбургского уезда Санкт-Петербургской губернии.
В 1904 году на хуторах близ деревни Брюховицы проживали 129 эстонских переселенцев.
По данным «Памятной книжки Санкт-Петербургской губернии» за 1905 год, мыза Яблоницы площадью 637 десятин принадлежала жене датского подданного Софии Фёдоровне Баннер-Фогт.
В 1917 году деревня входила в состав Яблоницкой волости Ямбургского уезда.
С 1917 по 1927 год деревня Яблоницы входила в состав Яблоницкого сельсовета Молосковицкой волости Кингисеппского уезда.
Согласно данным переписи населения СССР 1926 года в деревне Яблоницы проживали 408 человек, большинство русские, а также эстонцы и латыши.
С 1927 года в составе Молосковицкого района.
С 1928 года в составе Курского сельсовета.
С 1931 года в составе Волосовского района.
По административным данным 1933 года деревня Яблоницы входила в состав Курского сельсовета Волосовского района.

Деревни Курск, Брюховицы и Яблоницы на карте 1940 года

Во время Великой Отечественной войны захвачена немецко-фашистскими войсками после 14 июля 1941 года (в результате захвата немцами переправ через реку Луга у Ивановского и Большого Сабска). Освобождена 30 января 1944 года Красной армией в ходе Ленинградско-Новгородской операции.
С 1963 года в составе Кингисеппского района.
С 1965 года вновь в составе Волосовского района. В 1965 году население деревни Яблоницы составляло 338 человек.
По данным 1966 года село Яблоницы находилось в составе Курского сельсовета.
Решением Исполнительного комитета Ленинградского областного Совета депутатов трудящихся от 31 декабря 1970 года № 599 «О некоторых изменениях административно-территориального деления Волосовского района», деревни: Яблоницы, Курск и Брюховицы были объединены в один населённый пункт — деревню Курск.
По данным 1973 и 1990 годов деревня Яблоницы входила в состав Остроговицкого сельсовета.
По данным 1997 года деревня Яблоницы в составе Волосовского района уже не числилась.

## Фотогалерея

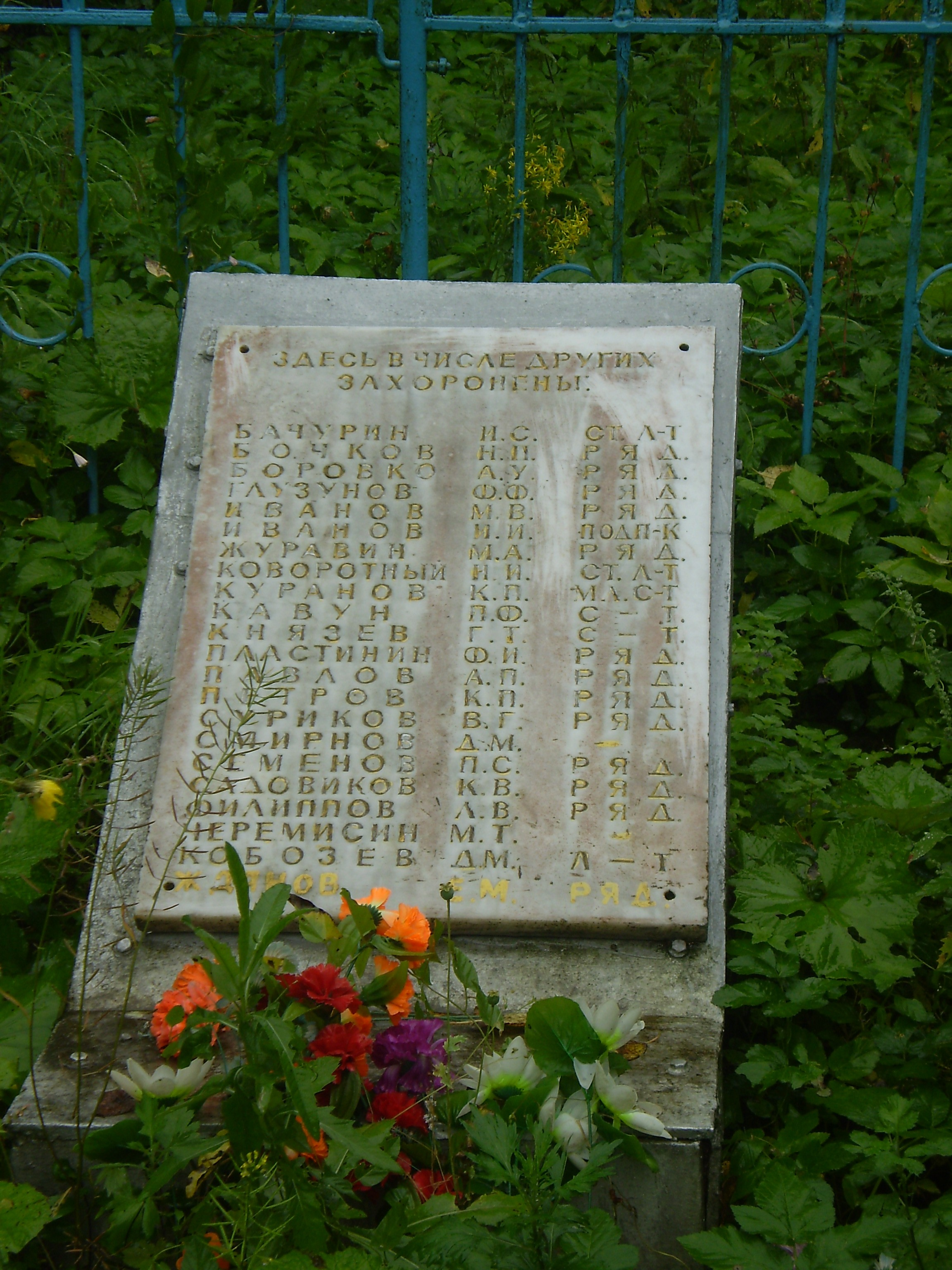
Воинское захоронение в Яблоницах. Левая мемориальная доска.
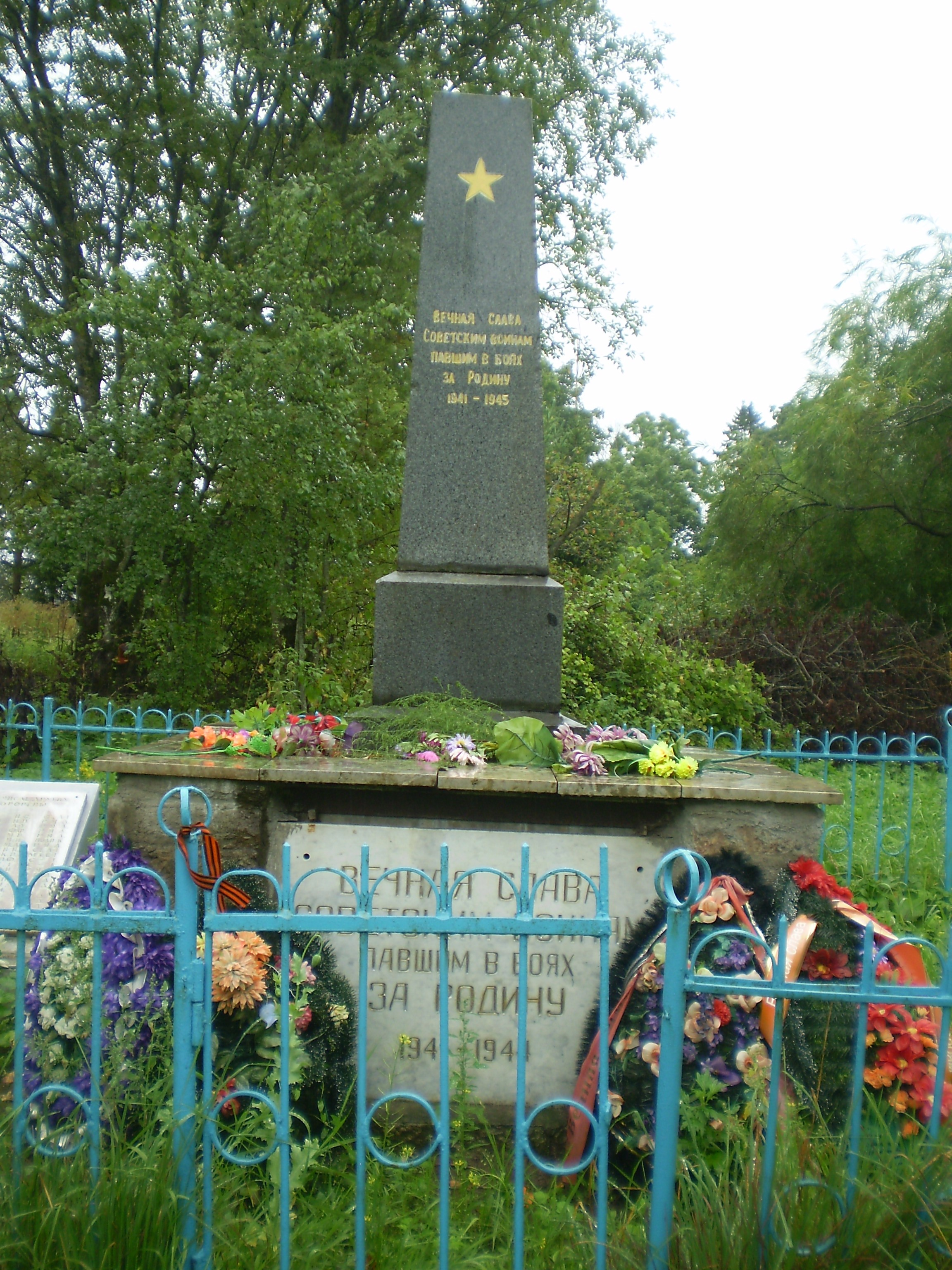
Воинское захоронение в Яблоницах. Центральная часть.
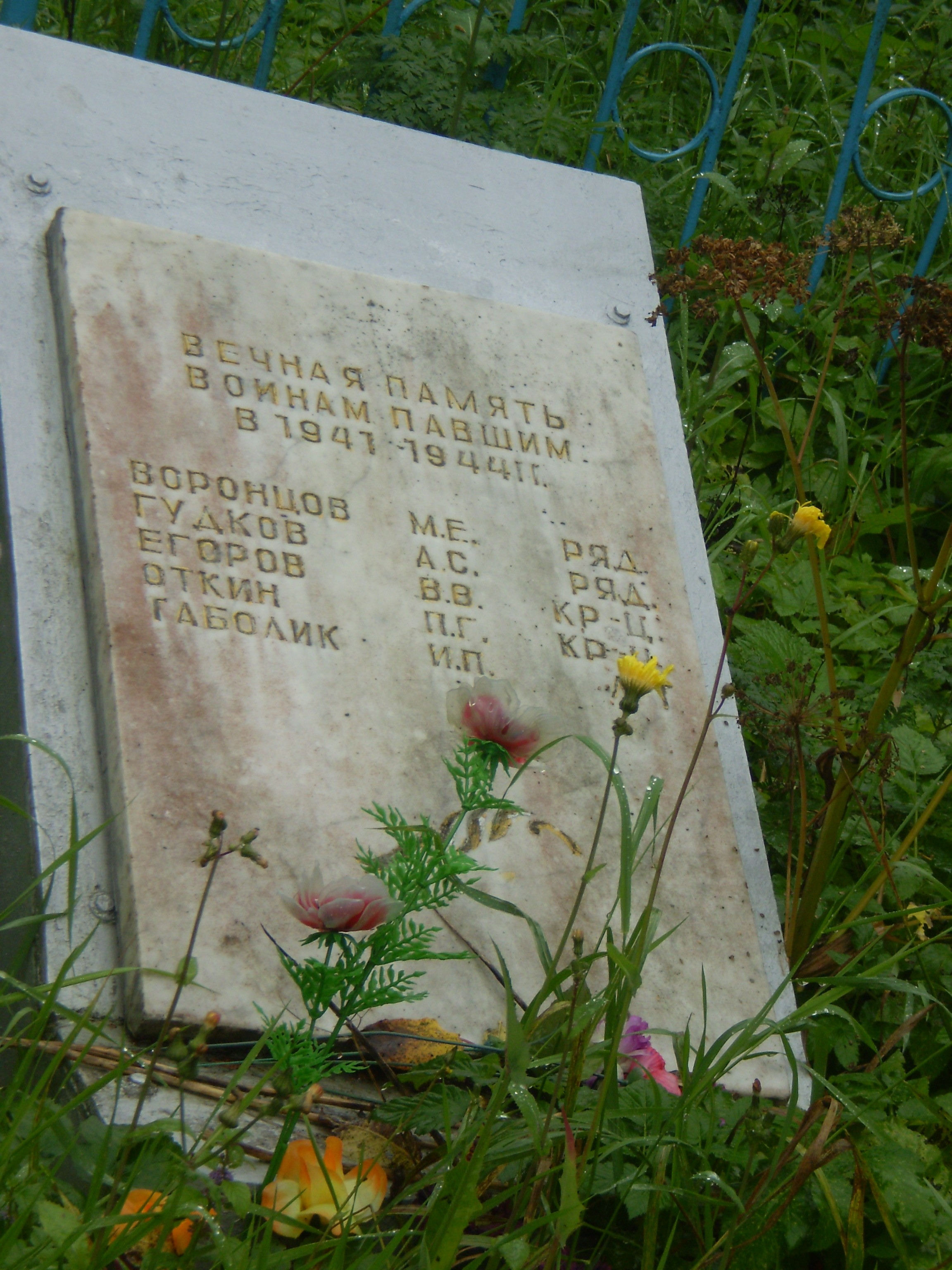
Воинское захоронение в Яблоницах. Правая мемориальная доска.

## Предприятия
- ДРУ-3 Волосовского ДРСУ

## Транспорт
Через деревню проходит дорога 41А-187 (Пружицы — Красный Луч).
Ближайшая железнодорожная станция — Молосковицы, расположенная на железнодорожной линии «Гатчина — Ивангород».

## Церковь
Церковь Воскресения Словущего (Обновления Храма Господня Воскресения), действующая (закрывалась в 1937−1942 годах). Придельный престол в честь святых апостолов Петра и Павла.
Церковь св. Архангела Михаила, построенная до 1574 года, разорена в XVII веке шведами.
Деревянная церковь, построенная в 1760−1761 годах помещиком А. У. Саблуковым, разобрана в 1843 году за ветхостью.
Существующая каменная церковь с пределом в честь святых апостолов Петра и Павла построена в 1842−1846 годах архитектором А. С. Кирилловым на средства сенатора Г-А. Ф. Веймарна. Перестроена в 1872 году архитектором И. И. Булановым.

## Достопримечательности
Напротив церкви сохранился ревизский столб второй половины XIX века. Надпись на столбе : «СЕЛО ЯБЛОНИЦЫ КРН. СОБСТВ. РИВИЗ. ДУШ 101 ЗЕМЛИ 164 Д.» С обратной стороны дата — 1895 г. Памятник федерального значения.
| - Ревизский столб - Аллея к утраченной усадьбе | - Старый дом |

Мемориал воинам павшим в годы Великой Отечественной войны (см.выше).
В соседней деревне Брюховицы (ныне совместно с деревней Яблоницы образуют деревню Курск) расположены курганы.
Около деревни проходит трасса планировавшейся рокадной железной дороги «Тихвин — Будогощь — Чудово — Веймарн».
За деревней — остатки усадьбы.